# Caio Víbio Marso
Caio Víbio Marso (em latim: Gaius Vibius Marsus) foi um senador romano nomeado cônsul sufecto na segunda metade de 17 com Lúcio Voluseio Próculo.

## Carreira
No outono de 17, Marso acompanhou Germânico em sua missão no oriente como legado e, em 19, testemunhou a morte dele em Antioquia. Em seguida, Marso renunciou à possibilidade de assumir o governo da Síria em nome do mais sênior Cneu Sêncio Saturnino depois que a posição ficou vaga com a partida de Cneu Calpúrnio Pisão, principal suspeito da morte de Germânico. Marso retornou a Roma com a esposa dele, Agripina, a Velha, e, no caminho, encontrou-se com Pisão na costa da Ásia Menor, instruindo-o a retornar urgentemente a Roma para se defender no seu julgamento.
O nome "Caio Víbio Marso, procônsul" aparece em diversas moedas de Útica, na África, da época de Tibério. Provavelmente eram referência a este Víbio. Uma hipótese é que, desapontado por não ter recebido o governo da Síria em 19 ele pode ter sido nomeado procônsul da África entre 26 e 29 ou 27 e 30.
Marso aparece novamente em 26 durante os debates no Senado Romano e, novamente, em 37, pouco antes da morte de Tibério, quando escapou por pouco da morte depois de ser acusado por Quinto Névio Sutório de ser um dos amantes da notória Albucila, esposa de Sátrio Segundo. Finalmente, em 47, Marso aparece como governador da Síria, onde substituiu Públio Petrônio por ordem do imperador Cláudio. Ele conhecia bem a província e durante seu governo defendeu enfaticamente a influência romana na região. Depois do restabelecimento das dimensões da Judeia no tamanho do reino de Herodes, o Grande, o que Herodes Agripa I conseguiu por causa de sua boa relação com Cláudio, Agripa começou a estender e fortificar a muralha de Jerusalém. Desconfiado, Marso informou o imperador, que ordenou que a obra fosse paralisada. Em 42, Agripa I convidou vários reis clientes de Roma a Tiberíades, na Galileia, entre eles Herodes de Cálcis, Pelemão II do Ponto, Cótis IX da Armênia Menor, Antíoco IV de Comagena e Samsigéramo II de Emesa. Marso, certo de que um relacionamento cordial entre tantos príncipes não era do interesse de Roma enviou mensageiros a todos os convidados ordenando que retornassem para casa, o que deixou Agripa furioso. Ele escreveu repetidamente, em vão, ao imperador pedindo a troca do governador da Síria. Ainda assim, quando o xá parta Vardanes I atacou o reino de Cótis no ano seguinte, Marso marchou com suas legiões para ajudá-lo. Foi só depois da morte de Agripa, em 44 a.C., que Cláudio finalmente substituiu Marso por Caio Cássio Longino.

## Família
A esposa de Víbio Marso chamava Lélia e o casal teve uma filha chamada Víbia, casada com Públio Pláucio Pulcro, irmão de Pláucia Urgulanila, a primeira esposa de Cláudio.